# Транспортна компанія Абіджана
Транспортна компанія Абіджана (фр. Société des transports Abidjanais, скорочено SOTRA) є постачальником громадського транспорту для Абіджана, та його передмістя. Компанія була створена 16 грудня 1960 року для управління всіма видами наземного транспорту, які раніше забезпечувалися приватними інтересами. Це перша компанія міського транспорту, організована в Західній Африці.

## Історія
До 1960 року громадський транспорт в Абіджані був традиційним,  місцеві каноє та фургони марки Renault, яку зазвичай називають «тисяча фунтів», перевозила двадцять пасажирів за фіксованим маршрутом.
У 1960 році була створена Abidjan Transport Company (SOTRA), як компанія зі змішаною економікою, капітал якої на 35% належить уряду Кот-д'Івуара  і 65% — приватним партнерам. Тому SOTRA під керівництвом міністра громадських робіт і транспорту виступає як перша компанія міського транспорту, організована в Західній Африці.
Концесійна угода про надання державних послуг, підписана між урядом Кот-д'Івуара та SOTRA, надає їй ексклюзивне обслуговування транзитних пасажирів у місті Абіджан. Ця угода також передбачає вивезення фургонів під назвою «тисяча фунтів» та інших колективних засобів громадського транспорту, за винятком таксі. З липня 1964 року в Абіджані починає діяти монополія Sotra на пасажирський громадський транспорт. Протягом перших декількох років в компанії спотерігався дефіцит, тому компанія збільшувала свої продажі, щоб стати вігіднішою.
Початковий капітал SOTRA у 1960 році складава 50 мільйонів франків КФА, але вже у 1974 році зріс до 800 мільйонів, а в 1983 році складав 3 мільярди. У 2009 році 60,13% капіталу контролював уряд Кот-д'Івуару, Irisbus/Iveco (39,80%) та округ Абіджан (0,07%).

## Організація
SOTRA group є компанією з державною фінансовою участю за законодавством Кот-д'Івуара. Вона в основному регулюється Уніфікованим законом про комерційні компанії та об’єднання економічних інтересів. Його організація базується на галузі управлінського аудиту загального та оперативного менеджменту, що контролює три дочірні компанії: SOTRA Industries, SOTRA Institute та SOTRA та Tourism.

## Засоби виробництва

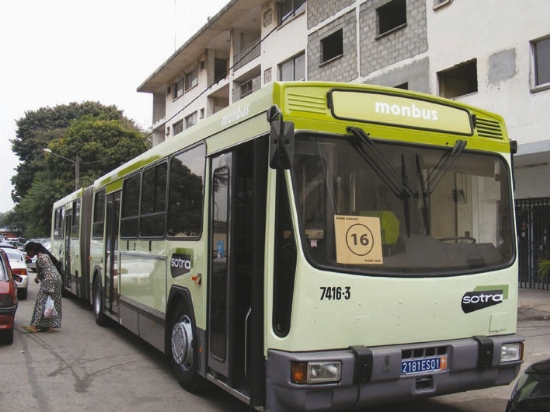
Зчленований автобус виробництва SOTRA Industries.

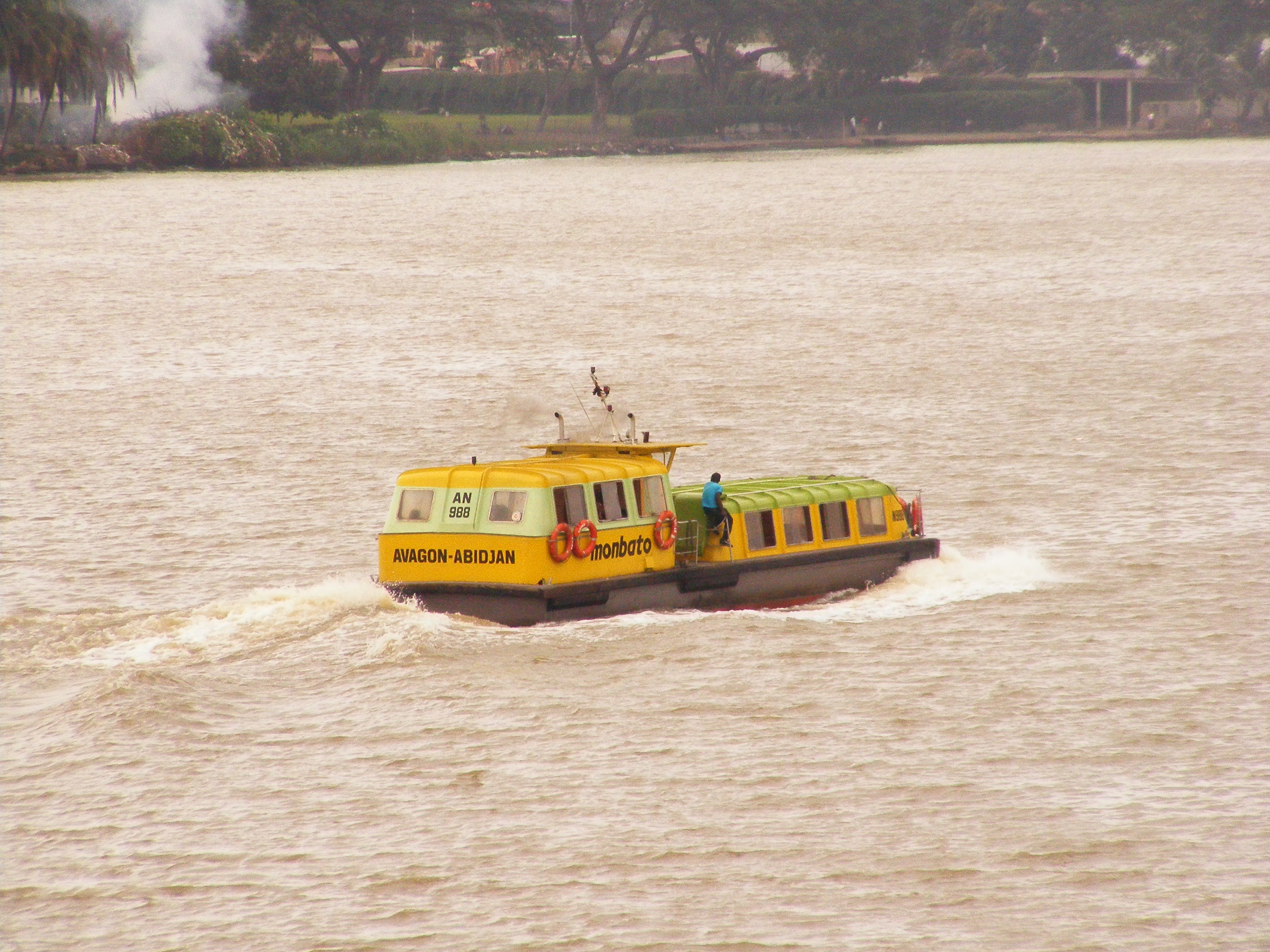
Водний автобус на лагуні Ебріє.

SOTRA має шість сервісних центрів, центр управління транспортними засобами, цех технічного обслуговування водних автобусів, центральну майстерню з ремонту великогабаритних кузовів транспортних засобів, три диспетчерські станції, чотири станції лагуни, сорок п'ять автовокзалів та 1 050 265  обладнаних точок зупинки. Підприємство обслуговує 526 автобусів у стандартному режимі, 145 автобусів експрес, 117 автобусів та 26  водних автобусів.
Персонал розподілений між 223 менеджерами, 355 старшими техніками, 1657 керівниками та 1863 співробітниками, які працюють у мережі з 68 міських маршрутів, 12 швидкісних ліній, 3 ліній водних автобусів. Середня щоденна довжина поїздок 108 188 км (67 225 миля) та 800,000 пасажирів.

## Модернізація

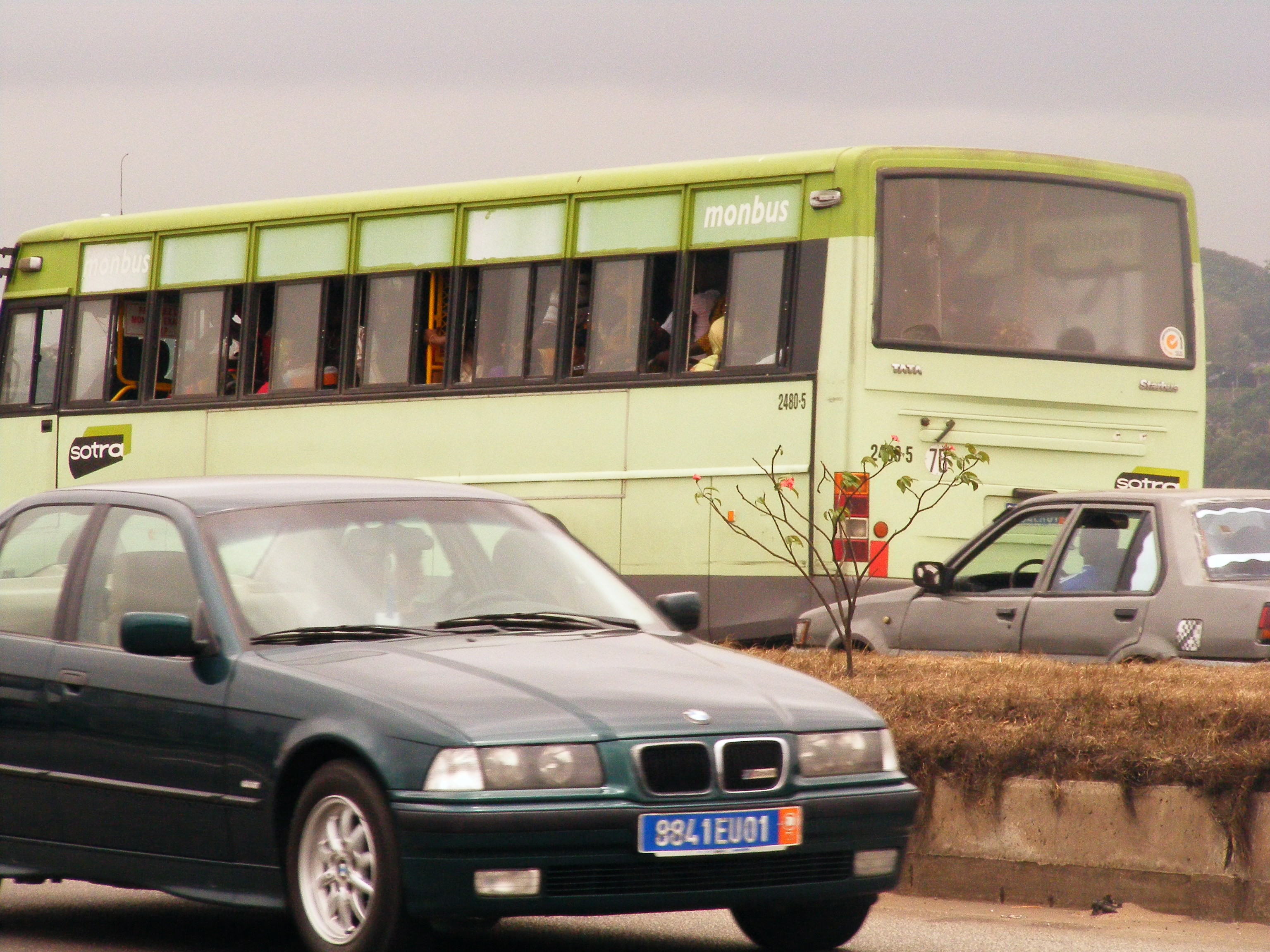
Автобус Tata Motors в Абіджані в 2009 році. Їх поступово замінюють новіші автобуси.

Нові автобуси SOTRA оснащені квитковою системою (BAO), яка встановлюється в автобусах SOTRA з міні-комп'ютером або попередньо закодованою консолью, здатною видавати білети, форми квитанції з усіма проїзними даними (дата, час, рядок, позиція і т. д.).
З 2022 році до парку SOTRA замість автобусів Tata та Iran Khodro надійшли автобуси Renault R312 і Irisbus Ex-RATP у хорошому стані, які раніше використовувалися RATP у Парижі. Зі свого бокуСтрасбург, запропонував фірмі придбати автобуси R312 5. Загалом тодішній прем’єр-міністр Гійом Соро обіцяв 300 нових автомобілів. Це оновлення є частиною комплексного плану з відновлення автобусів Абіджана та відновлення компанії. Вартість цієї операції оцінюється в 4,7 млрд франків КФА.

## Tourism SOTRA
SOTRA Tourism & Travel є дочірньою компанією SOTRA, яка пропонує поїздки в майже всі країни на автомобілях, човнах і літаках для професійного туризму.